# Neodiadelia minuta
Neodiadelia minuta är en skalbaggsart som beskrevs av Stefan von Breuning 1956. Neodiadelia minuta ingår i släktet Neodiadelia och familjen långhorningar. Inga underarter finns listade i Catalogue of Life.